# Houstonia pusilla
Houstonia pusilla är en måreväxtart som beskrevs av Schoepf. Houstonia pusilla ingår i släktet Houstonia och familjen måreväxter. Inga underarter finns listade i Catalogue of Life.